# Benedetta Corbi
Benedetta Corbi (Firenze, 18 aprile 1964) è una giornalista e conduttrice televisiva italiana.

## Biografia
Dopo la laurea in Scienze politiche con lode, comincia la collaborazione con la testata fiorentina La Città (1988), che tuttavia interrompe un anno dopo al fine di trasferirsi negli Stati Uniti d'America dove frequenta la Stanford University. Una volta tornata a Roma collabora con il Ministero del Tesoro, in particolare con la Commissione Spesa Pubblica, ed inizia a lavorare per il quotidiano Avanti! e nel 1990 è nell'ufficio stampa della Vicepresidenza del Consiglio. Dal 1992 è iscritta come professionista all'Ordine dei Giornalisti della Lombardia e nell'anno seguente viene assunta dal TG5, di cui diviene conduttrice inizialmente dell'edizione Flash delle 18.00 e poi di quella di Mezzasera delle 22:45 (in onda prima dell'inizio della fascia oraria di seconda serata di Canale 5).
Nel 1999 passa ad Italia 1 dove presenta Serial Killer, programma giornalistico dedicato ai più celebri assassini italiani e stranieri, e poi nel 2001 conduce la prima edizione del reality show Survivor ambientato su un'isola deserta (una specie di Isola dei famosi con dei concorrenti non famosi). Nell'autunno 2005, insieme a Giuseppe Brindisi, sostituisce Cristina Parodi alla conduzione di Verissimo (che aveva condotto pure nel 2001 in occasione della gravidanza della storica conduttrice) prima dell'arrivo di Paola Perego nel gennaio 2006. Dal 2007 conduce il TG5Minuti del pomeriggio.
Dal novembre 2011 collabora con il canale all-news Mediaset TGcom24 perché diventa caporedattrice per la testata giornalistica di NewsMediaset, quindi conduce le rubriche e i notiziari di quel canale. Dal 23 aprile 2012 conduce, a turno con altri giornalisti, l'edizione serale del TG4 (dopo l'addio di Emilio Fede). Dal settembre 2013 collabora con il rotocalco settimanale Dentro la notizia (in onda fino all'ottobre 2014) prodotto dal TG4 per la fascia oraria di seconda serata di Rete 4.
Dal 2016 è giornalista presso TgCom24 dove conduce la rubrica "Dentro i Fatti".

## Televisione
- TG5 (Canale 5, 1993-2011)
- Serial Killer (Italia 1, 1999)
- Survivor (Italia 1, 2001)
- Verissimo (Canale 5, 2001, 2005)
- TGcom24 (2011-2012; dal 2016)
- TG4 (Rete 4, 2012-2016)
- Dentro la notizia (Rete 4, 2013-2014)
- Diario di guerra (Rete 4, 2022)